# عوف بن عطية التيمي
هو عوف بن عطية بن عمرو(الخرع) بن عبس بن وديعة بن عبد الله بن لؤي بن عمرو، ونسبه يخلص إلى مضر.
وأما الخرع فهو لقب لأبيه أو لجده ، وقد كان عوف من فرسان العرب المشهورين وشعرائهم المبرزين وقيل بأنه أدرك الإسلام والإجماع على غير ذلك.

## من شعره
- يصف حال خصوم قومه عقب المعركة: